# Amilcare Belotti
Amilcare Belotti, noto anche con lo pseudonimo di Belottino (Bergamo, 1820 – Milano, 1880), è stato un attore teatrale italiano.

## Biografia
Amilcare Belotti nacque a Bergamo nel 1820 da una famiglia di mercanti.
Attore conosciuto anche con lo pseudonimo di Belottino, il suo nome è rimasto nella tradizione del teatro italiano all'immagine tipica dell'"attore brillante naturale", dell'attore che per le peculiari caratteristiche di forme e per i singolari tratti di fisionomia naturalmente suscita l'ilarità.
Le attitudini fisiche coniugate da un carattere ricco di festosità fecero del Belotti un comico ideale.
Restò diciotto anni assieme alla compagnia diretta da Luigi Domeniconi, dal 1843 al 1861, in qualità di "brillante assoluto".
Successivamente diventò membro della compagnia romana di Cesare Vitaliani, e diresse poi l'Accademia dei filodrammatici di Milano, con la quale concluse la sua carriera, dedicandosi anche all'insegnamento, per «volgere la fame di recitare in fame di dirigere» (Belotti).
Si caratterizzava per una vivacità di mimica e di dizione, secondo il giudizio di chi lo conobbe, non facilmente uguagliabile, però non sempre dimostrava una grande finezza, e sfruttava tutti gli espedienti scenici più comuni e più sicuri della comicità tradizionale, tra le quali le immancabili "papere", eseguite per suscitare ilarità, distinguendosi comunque per l'inventiva e per le sue spontanee doti di "comico brillante", per la vis comica schietta, e per questo amato dalla platea.
Per quanto riguarda le qualità che l'attore deve possedere per compiere appropriatamente la sua missione, Belotti espresse questo giudizio: «meglio assai […] della letteraria istruzione[… ] quella che ne è il fondamento, quella che deriva [… ] dall'osservazione e dallo studio profondo e continuo dell'uomo sociale» (Belotti).
Durante la sua carriera, oltre alla recitazione, tradusse numerose opere letterarie, in particolar modo dal francese, come Una tigre del Bengala ossia L'eccesso della gelosia, e inoltre ridusse per il teatro opere quali Il fornaio e la cucitrice.
Amilcare Belotti morì a Milano nel 1880.